# Japonsko na Letních olympijských hrách 2012
Japonsko se účastnilo Letní olympiády 2012. Zastupovalo ho 305 sportovců ve 24 sportech.

## Medailisté
| Medaile | Jméno | Sport                | Soutěž                                |
| ------- | --- | -------------------- | ------------------------------------- |
| Zlato   | Kaori Macumotová | Judo                 | Ženy 57 kg                            |
| Zlato   | Kóhei Učimura | Sportovní gymnastika | muži jednotlivci víceboj              |
| Zlato   | Hitomi Obaraová | Zápas                | ženy, volný styl do 48 kg             |
| Zlato   | Kaori Ičová | Zápas                | ženy, volný styl do 63 kg             |
| Zlato   | Saori Jošidaová | Zápas                | ženy, volný styl do 55 kg             |
| Zlato   | Rjóta Murata | Box                  | muži váha střední do 75 kg            |
| Zlato   | Tacuhiro Jonemicu | Zápas                | muži, volný styl do 66 kg             |
| Stříbro | Hiroaki Hiraoka | Judo                 | Muži 60 kg                            |
| Stříbro | Hiromi Mijakeová | Vzpírání             | ženy 48 kg                            |
| Stříbro | Riki Nakaja | Judo                 | Muži 73 kg                            |
| Stříbro | Rjóhei Kató Kazuhito Tanaka Júsuke Tanaka Kóhei Učimura Kódži Jamamuro | Sportovní gymnastika | muži družstvo víceboj                 |
| Stříbro | Satomi Suzukiová | Plavání              | ženy 200 m prsa                       |
| Stříbro | Rjósuke Irie | Plavání              | muži 200 m znak                       |
| Stříbro | Takaharu Furukawa | Lukostřelba          | muži jednotlivci                      |
| Stříbro | Mika Sugimotová | Judo                 | Ženy +78 kg                           |
| Stříbro | Rjósuke Irie Kósuke Kitadžima Takeši Macuda Takuro Fujii | Plavání              | muži štafeta 4 x 100 m polohový závod |
| Stříbro | Mizuki Fudžiiová Reika Kakiiwaová | Badminton            | ženy dvojice                          |
| Stříbro | Kóhei Učimura | Sportovní gymnastika | muži prostná                          |
| Stříbro | Suguru Awaji Kenta Čida Rjo Mijake Júki Óta | Šerm                 | muži družstvo fleret                  |
| Stříbro | Kasumi Išikawaová Ai Fukuharaová Sajaka Hiranová | Stolní tenis         | ženy družstvo                         |
| Stříbro | Miho Fukumotoová Ajumi Kaihoriová Jukari Kingaová Azusa Iwašimizuová Saki Kumagaiová Aja Samešimaová Kjóko Janoová Mizuho Sakagučiová Aja Mijamaová C Nahomi Kawasumiová Homare Sawaová Asuna Tanakaová Kozue Andóová Šinobu Ónoová Karina Marujamaová Megumi Takaseová Mana Iwabučiová Júki Ógimiová | Fotbal               | turnaj žen                            |
| Bronz   | Kósuke Hagino | Plavání              | muži 400 m polohový závod             |
| Bronz   | Masaši Ebinuma | Judo                 | Muži 66 kg                            |
| Bronz   | Kaori Kawanakaová Ren Hajakawaová Miki Kanieová | Lukostřelba          | ženy družstvo                         |
| Bronz   | Aja Terakawaová | Plavání              | ženy 100 m znak                       |
| Bronz   | Rjósuke Irie | Plavání              | muži 100 m znak                       |
| Bronz   | Satomi Suzukiová | Plavání              | ženy 100 m prsa                       |
| Bronz   | Jošie Uenová | Judo                 | Ženy 63 kg                            |
| Bronz   | Takeši Macuda | Plavání              | muži 200 m motýlek                    |
| Bronz   | Masaši Nišijama | Judo                 | Muži 90 kg                            |
| Bronz   | Rjó Tateiši | Plavání              | muži 200 m prsa                       |
| Bronz   | Nacumi Hošiová | Plavání              | ženy 200 m motýlek                    |
| Bronz   | Aja Terakawaová Satomi Suzukiová Juka Katóová Haruka Uedaová | Plavání              | ženy štafeta 4 x 100 m polohový závod |
| Bronz   | Kódži Murofuši | Atletika             | Muži hod kladivem                     |
| Bronz   | Rjútaró Macumoto | Zápas                | muži, řecko-římský do 60 kg           |
| Bronz   | Satoši Šimizu | Box                  | muži váha bantamová – do 56 kg        |
| Bronz   | Šiniči Jumoto | Zápas                | muži, volný styl do 55 kg             |
| Bronz   | Hitomi Nakamičiová Jošie Takešitaová Mai Jamagučiová Erika Arakiová C Kaori Inoueová Maiko Kanoová Júko Sanoová Ai Ótomoová Risa Šhinnabeová Saori Sakodaová Jukiko Ebataová Saori Kimuraová | Volejbal             | turnaj žen                            |